# Ludwig Knorr (Bankier)
Ludwig Knorr (* 1783 in Dachau; † 19. November 1852 in München) war ein deutscher Kaufmann, Kolonialwaren-Einzelhändler, Brauereibesitzer und Bankier in München.

## Leben
Ludwig Knorrs Vater war Gerichtsschreiber in Dachau.
Knorr war 1820 Buchhalter in der Kolonialwarenhandlung des 1767 aus Pavia zugezogenen Kaufmanns Angelo Sabbadini (1753–1837) und heiratete später dessen Tochter Elise (1791–1866). Ihre gemeinsamen Söhne waren Angelo (1820–1872) und Julius Knorr. Er stieg in die umfangreichen geschäftlichen Aktivitäten seines Schwiegervaters ein.
Die 1780 von Markgraf Alexander gegründete Hochfürstlich Brandenburg-Anspach-Bayreuthische Hofbanco erzielte Einnahmen durch sogenannte Subsidien, womit das Vermieten von Untertanen als Soldaten im US-amerikanischen Unabhängigkeitskrieg bezeichnet wurde. Im Zusammenhang mit der schwierigen Lage der Staatsfinanzen 1812 wurde auf Wunsch der Staatsschuldentilgungskasse die Discontkasse gegründet, ein Privatinstitut der Augsburger Bankhäuser Schaezler, Wohnlich & Froelich, Carli & Comp. und der Münchner Bankhäuser Karl Lorenz von Mayer, Angelo Sabbadini, Mathias Scheichenpflug und Josuel Wertheimer. Die Discontkasse war verlustreich und 1819 kam es zu einem Vergleich. 1820 stand Angelo Sabbadini an 163. Stelle der Liste der größten Gewerbesteuer-Zahler in München und durfte deshalb in den Magistrat gewählt werden. 1821 wurde er nur noch als Hausbesitzer bezeichnet und zahlte keine Gewerbesteuer mehr. 1830 wurden durch den Laden von Angelo Sabbadini pharmazeutische Produkte des Pharmazeutischen Instituts der Ludwig-Maximilians-Universität vertrieben. Ab 1825, in der Regierungszeit von König Ludwig I., leitete Angelo Sabbadini die von Joseph von Utzschneider 1811 gegründete Brauerei Utzschneiderbräu, 1837 übernahm sein Schwiegersohn Ludwig Knorr die Leitung.
1838 war Knorr Mitbegründer der Bayerischen Hypotheken- und Wechselbank. 1842 kaufte Knorr die Büchl-Brauerei (Arnulfstraße 52) und verpachtete sie 1848 an Gabriel Sedlmayr. Die Erben verkauften das Anwesen 1862 an Joseph Wagner, den Eigentümer des Augustiner-Bräu. 
1852 starb Ludwig Knorr und wurde auf dem Alten Südfriedhof bestattet. Im Handelshaus Sabbadini-Knorr an der Münchner Kaufingerstraße wuchs der am 2. Dezember 1859 geborene gleichnamige Enkel und spätere Chemiker Ludwig Knorr auf. Ein Urenkel Knorrs war der Chemiker und Fußballfunktionär Angelo Knorr.